# 151-й батальйон шуцманшафту
Поліцейський батальйон № 151 (SchutzmannschaftsBtl 151) — поліцейський батальйон, сформований з кримських татар у липні 1942 року в Алушті, розформований 8 липня 1944 року.
151-й батальйон використовувався для обшуку кримських лісів і пошуку радянських партизанів, а також для кримінальних дій проти жителів Криму, чиї родичі чи близькі брали участь у партизанських діях.
151 (фронтовий) батальйон здійснював оперативну або захисну діяльність як в цілому, так і окремими підрозділами (ротами і взводами): штаб батальйону знаходився в Алушті, а його підрозділи несли службу в районах Корбек (1 рота), Улу-Узень (1 рота) і Джемерджи (1 взвод).

## Виноски
1. ↑  Довідка заступника начальника відділу КДБ при РМ УРСР П. Бабенка про факти колабораціонізму громадян кримськотатарської національності в період Другої світової війни, підготовлена на замовлення Ради Міністрів УРСР (PDF).
2. ↑  О. В. Романько "Крым под пятой Гитлера. Немецкая оккупационная политика в Крыму 1941-1944 гг."